# Peregrinación a la isla de Citera
Peregrinación a la isla de Citera (en francés, Pèlerinage à l'île de Cythère) es el más célebre de los cuadros del pintor francés Jean-Antoine Watteau, considerado su obra maestra. Está realizado en óleo sobre tela y mide 129 cm de alto y 194 cm de ancho. Se conserva en el Museo del Louvre de París, y en el Palacio de Charlottenburg de Berlín existe una segunda versión igualmente pintada por Watteau.

## Historia
Fue pintado en el año 1717, obra que donó a la Academia que le había nombrado agregado en 1712. Fue su ejercicio de ingreso en la Academia Real de Pintura y Escultura, tardando cinco años en acabarla debido al elevado número de encargos privados derivados de su creciente reputación como artista.
El tema fue tan sorprendente y nuevo que se inventó el género fête galante («fiesta galante») expresamente para describirlo: escenas cortesanas en un paisaje rural idílico. La obra marca un hito importante en la historia del arte del siglo XVIII. Tuvo tal éxito que en 1718, Watteau hizo él mismo una réplica algo diferente, a petición de su amigo Jean de Julienne, titulada Embarque para la isla de Citera (Embarquement pour Cythère), expuesta actualmente en el palacio-castillo berlinés de Charlottenburg, perteneciente a la colección de Federico II.
La obra permaneció en las colecciones de la Academia hasta que se trasladó al Muséum Central des Arts de la République en 1793, lo que pasaría a ser más tarde el Museo del Louvre de París (Francia), donde se encuentra actualmente.

## Análisis
Es un cuadro del género de ilustración de las fiestas galantes. Esta obra se ha relacionado con un grabado de Tardieu. Representa una idea propia de la poesía francesa: un viaje a una isla de bienaventurados en la que reside el amor. Desde la Antigüedad, la isla de Citera tenía un templo dedicado a Afrodita, diosa del amor. La isla representaba así el símbolo de los placeres amorosos. Ahora bien, no se sabe si son parejas que emprenden el viaje hacia la isla o regresan de ella. Los historiadores del arte han llegado a una amplia variedad de interpretaciones de la alegoría del viaje a la isla del amor.

Embarque para la isla de Citera, versión de Charlottenburg, óleo sobre lienzo, 129 x 194 cm.

La composición se lee de derecha a izquierda, desde la escultura de la derecha hacia la popa del barco, a través de la diagonal formada por varias parejas en distintas actitudes amorosas que ocupan el primer plano y se dirigen hacia una barca sobre la que dos pilotos se preparan para marchar.
Watteau estableció un cierto equilibrio dentro del cuadro, distribuyendo adecuadamente sus distintos elementos. Por un lado pudo compensar el desequilibrio creado por las líneas verticales de los árboles y el eje de la estatua. Es admirable la estructura rítmica de la pintura, con un sutil sentido de continuidad entre los grupos de figuras.
Watteau pintó con pinceladas rápidas y vibrantes, sin precisión en las líneas. Los colores son bellos, predominando los cálidos dorados y rosas, que están acompañados del verde o el azul. Mediante contrastes y gradaciones de luz representa los rayos del sol que señalan el final del día. Esa claridad descendente le añade misterio al cuadro, pues confunde en cuanto a que no se sabe si han emprendido ya la peregrinación o no.
El paisaje es ideal, con grandes árboles que dominan todo el segundo plano. El lado izquierdo está dominado por el azul del mar y del cielo y el rosado de las montañas lejanas. Este misterioso paisaje neblinoso en la distancia recuerda los paisajes de Rubens y Leonardo da Vinci.
Las figuras son pequeñas, pero están minuciosamente tratadas, prestando especial atención a los efectos de luz sobre los ropajes que visten. Hay en ellos elementos alusivos a una peregrinación: sombreros, cayados y capas de peregrinos.

## Simbolismo
Podemos encontrar en la obra numerosos símbolos mitológicos, como la estatua de piedra que representa a Venus, diosa del amor, o la popa de la barca, en forma de concha. Hay otras citas mitológicas, como los amorcillos suspendidos en el aire y está el sileno, compañero de Baco.
Se alude de manera simbólica al erotismo o amor carnal. Así, la barquilla tiene forma de cama, las parejas enlazadas evocan el amor que se interpreta como un viaje de los personajes a la isla de Citera, un peregrinaje hacia la isla de los placeres y del amor.
El escultor Rodin consideraba que Watteau había representado una escena de teatro que encuadraba tres acciones sucesivas entre las parejas: proposición y súplicas del hombre a la mujer que duda lo que la hace parecer indiferente; aceptación de la amante convencida, y abandono de la pareja. En cierto sentido este se debe a la actitud ambigua de las parejas de la derecha, que representan pasos o momentos opuestos del cortejo: la vulgaridad, el retraso, la indecisión y el amor.
Las tres parejas del primer plano representarían las etapas de la seducción enamorada. De derecha a izquierda:
- el cumplido galante. Un joven, como un Cupido, tira del vestido de la joven, como para alentarla[1] sobre la seducción que comienza entre ella y el galán con el que mantiene una conversación.
- la invitación a la danza. El galán, de pie, toma a la joven mujer por las manos, y la invita a levantarse.
- el enlace. Es una tercera pareja que se dirige hacia el barco. La joven mira hacia atrás con nostalgia, como lamentando dejar la isla donde ha pasado horas felices; aunque puede que lamente en realidad la indiferencia de su anterior enamorado. La pareja está acompañada por un perrito, que ha sido interpretado como símbolo de erotismo o de fidelidad.

En la distancia, una serie de figuras suben a un soberbio barco con querubines sobrevolándolo.
El cierto misterio que envuelve el cuadro provoca más de una interpretación, lo que le otorga cierto distanciamiento respecto a lo que parece apreciarse a simple vista. Ahora bien, el cuadro no se presta al análisis intelectual, ya que la voluntad de Watteau era lograr una representación poética. No hay en él protesta social, comparando a aristócratas y gente del pueblo, sino una representación del universo del teatro, inspirado en la comedia del arte.
Una interpretación del tema es que el acto de dejar la isla de Citera representa el abandono de los placeres de la seducción para dar paso a los del amor físico. Se pasa entonces del sueño a la realidad.